# Partit Comunista de Bèlgica
Partit Comunista de Bèlgica (KPB/PCB, en neerlandès Kommunistische Partij van België, en francès Parti Communiste de Belgique) fou un partit polític de Bèlgica.

## Història

### Orígens del KPB/PCB
Des dels seus orígens el Partit Comunista de Bèlgica (KPB-PCB) va cercar el suport d'una classe obrera industrial en plena expansió. El KPB/PCB va sorgir a partir de la unió d'un petit grup (300 membres) d'Amics de l'Explotat de Joseph Jacquemotte format al voltant del periòdic "L' Exploité" - enquadrats en les posicions de la Segona Internacional- amb altre grup menor en nombre, 200 membres, dirigit per War Van Overstraeten. Aquesta diferència d'alguns mesos al final resultarà rellevant al marcar les diferències entre dues orientacions divergents. El grup de War Van Overstraeten va ser antisindicalista i antiparlamentari, i pròxim a les fórmules emprades pels soviets a Rússia. En canvi, el moviment de Joseph Jacquemotte era més pròxim a la socialdemocràcia de llavors. Per la qual cosa, el Partit Comunista de Bèlgica va ser creat per la fusió d'ambdós grups en un congrés celebrat en Anderlecht durant els dies 3 i 4 de setembre de 1921, partint d'una militància d'uns 500 afiliats com la secció belga de la Internacional Comunista.

### Període d'entreguerres
El KPB/PCB va seguir la política de la Komintern col·laborant activament en el moviment sindical, i patí una primera reforma important en 1925, a causa de la bolxevització del partit. Es va substituir l'estructura socialdemòcrata de seccions locals pel de cèl·lules d'empreses en nom de facilitar el contacte directe amb els treballadors belgues. En 1927, quan es va obrir el debat sobre l'oposició russa de Lev Trotsky, una majoria dels membres, agrupada al voltant de War Van Overstraeten, es va solidaritzar amb els Trotskistes i va ser apartada del partit, provocant que la pèrdua de la meitat de la militància.
El KPB/PCB va aconseguir afermar-se entre les classes populars durant els anys 30 obstinat actuar com a portaveu de les classes més humils, assolint incrementar la seva credibilitat i reputació mitjançant l'adhesió de diversos intel·lectuals belgues (Achille Chavée, Charles Plisnier) al partit. El desembre del 1932 el KPB/PCB havia incrementat la seva militància fins a la xifra de 3.241 membres.
L'octubre de 1936 va morir el líder històric Joseph Jacquemotte. El lideratge del partit seria reemplaçat per un triumvirat compost per Xavier Relecom, Georges Van den Boom i Julien Lahaut. Aquest últim serà un dels protagonistes de l'ajuda prestada a la Segona República Espanyola en la Guerra Civil Espanyola a pesar dels obstacles posats pel govern, mitjançant militants comunistes que van passar a engrossir la files de les conegudes Brigades Internacionals, sent destacable el paper ocupat per Raoul Baligand com a Tinent Coronel d'una d'aquestes Brigades. A les eleccions legislatives belgues de 1936, el KPB/PCB obté 9 diputats i 4 senadors, afermant-se especialment en els grans centres industrials valons, on el partit assolí el 10% dels vots.

### Segona Guerra Mundiali alliberament de Bèlgica
El Pacte Mólotov-Ribbentrop entre l'URSS i el Tercer Reich va causar indignació en el si del KPB/PCB, i va provocar l'enfrontament entre dues faccions. D'una banda els qui tenien en consideració el suport que va donar la III Internacional a Joseph Jacquemotte en la seva lluita contra el trotskisme, i per un altre els quals van considerar que l'arribada del nazisme al poder suposava la substitució de la democràcia burgesa per la dictadura terrorista declarada d'una fracció de la burgesia, i no podien mantenir-se al marge del que s'aveïnava. Els ex combatents de la Guerra Civil Espanyola van mostrar la seva disposició a combatre contra els nazis malgrat el seu afecte cap a l'URSS.
El 22 de juny de 1941 Alemanya va envair l'URSS la qual cosa va agrupar de nou als comunistes belgues, la invasió alemanya de Bèlgica va provocar nombroses detencions de militants comunistes per part de la Gestapo. Durant 1944 nombrosos belgues, entre ells comunistes, van ingressar en les files dels exèrcits britànics i nord-americans per a combatre el nazisme.

### Després de 1945
Posteriorment a la Segona Guerra Mundial el KPB/PCB va decaure gradualment tant en nombre de militants com de votants especialment condicionats pels esdeveniments de la Guerra Freda. Va destacar la seva participació en la gran vaga de 1960-61, encara que posteriorment la seva influència en la classe obrera es va veure disminuïda i qüestionada degut en primer lloc als successos de la Primavera de Praga de 1968, i en segon lloc a la crisi industrial dels anys 70 que va afectar greument la indústria pesant: mines d'hulla, siderúrgia, construcció ferroviària, tots ells sectors on el KPB/PCB assolia més suports, desembocant en un procés de terciarització de l'activitat econòmica belga.
El nou panorama econòmic i el predomini polític de la socialdemocràcia dugué al KPB/PCB a tenir agres debats interns entorn del que havien de considerar com nous terrenys de lluita obrera, la qual cosa va acabar provocant certa paralització de l'activitat del partit, limitant-se a les seves reivindicacions a qüestions mediambientals, avortament lliure, llibertat sexual, etc., el que va provocar la pèrdua de gran part de la seva base social. El creixement de la fractura social belga entorn del nacionalisme lingüístic entre flamencs i valons no va ser aliè al KPB/PCB, i es va dividir el 1989 en dos nous partits: el Partit Comunista (Valònia) i el Partit Comunista (Flandes).

## Presidents del KPB/PCB
| Període   | President       |
| --------- | --------------- |
| 1945-1950 | Julien Lahaut   |
| 1954-1968 | Ernest Burnelle |
| 1968-1972 | Marc Drumaux    |
| 1972-1989 | Louis Van Geyt  |